# Vaux-en-Arrouaise
Vaux-en-Arrouaise est une localité de Vaux-Andigny, dont elle est le chef-lieu, et une ancienne commune française, située dans le département de l'Aisne en région Hauts-de-France.

## Géographie
Autrefois la région était recouverte d'une épaisse forêt du nom d'Arrouaise.

## Histoire
La commune de Vaux-en-Arrouaise a été créée lors de la Révolution française. Le 2 juin 1819, elle fusionne avec la commune voisine d'Andigny-les-Fermes par ordonnance et la nouvelle entité prend le nom de Vaux-Andigny.

## Administration
Jusqu'à sa fusion avec Andigny-les-Fermes en 1819, la commune faisait partie du canton de Wassigny dans le département de l'Aisne. Elle appartenait aussi à l'arrondissement de Vervins depuis 1801 et au district de Vervins entre 1790 et 1795. La liste des maires de Vaux-en-Arrouaise est :
| Période                                  | Période | Identité | Étiquette | Qualité |
| ---------------------------------------- | ------- | -------- | --------- | ------- |
|                                          |         |          |           |         |
| Les données manquantes sont à compléter. |         |          |           |         |

## Démographie
Jusqu'en 1819, la démographie de Vaux-en-Arrouaise était :
| 1793  | 1800  | 1806  | 1821  |
| ----- | ----- | ----- | ----- |
| 1 080 | 1 081 | 1 129 | 1 128 |